# I. e. 13
Évszázadok: i. e. 2. század – i. e. 1. század – 1. század
Évtizedek: i. e. 60-as évek – i. e. 50-es évek – i. e. 40-es évek – i. e. 30-as évek – i. e. 20-as évek – i. e. 10-es évek – i. e. 1-es évek – 1-es évek – 10-es évek – 20-as évek – 30-as évek
Évek: i. e. 18 – i. e. 17 – i. e. 16 – i. e. 15 –  i. e. 14 – i. e. 13 – i. e. 12 – i. e. 11 – i. e. 10 – i. e. 9 – i. e. 8

## Események

### Római Birodalom
- Tiberius Claudius Nerót és Publius Quinctilius Varust választják consulnak.
- Nero Claudius Drusust kinevezik galliai provinciák helytartójává. Folytatja a rajnai határ megerősítését és erődöt építtet Moguntiacumban (ma Mainz). Felállítják a Classis Germanicát, a legnagyobb provinciális flottát, amely a Rajnát ellenőrzi teljes hosszában.
- Lázadás tör ki Trákiában a római uralom ellen.
- A szenátus oltárt emeltet a Pax Augustának (Augustus békéjének), abból az alkalomból, hogy a császár három éves galliai és hispániai távollét után visszatér Rómába.
- Rómában elkészül Marcellus színháza.

## Születések
- Livilla, Nero Claudius Drusus és Antonia Minor leánya.
- III. Artaxiasz, örmény király

## Halálozások
- Marcus Aemilius Lepidus, római államférfi, a második triumvirátus tagja.

## Fordítás
- Ez a szócikk részben vagy egészben  a(z)   13 BC című angol Wikipédia-szócikk ezen változatának fordításán alapul.  Az eredeti cikk szerkesztőit annak laptörténete sorolja fel. Ez a jelzés csupán a megfogalmazás eredetét és a szerzői jogokat jelzi, nem szolgál a cikkben szereplő információk forrásmegjelöléseként.